# 小林市立病院
小林市立病院（こばやししりつびょういん）は、宮崎県小林市にある医療機関。国民健康保険法第82条及び小林市病院事業の設置等に関する条例に基づいて設置された、小林市国民健康保険直営病院である。旧名称は、小林市立市民病院。地域医療支援病院の承認、災害拠点病院の指定を受ける。2009年4月より地方公営企業法の全部適用を実施した。

## 診療科
- 内科・循環器内科
- 消化器外科・腫瘍外科
- 小児科
- 整形外科
- 泌尿器科
- 救急科・総合診療科
- 産婦人科（休診中[1]）

## 医療機関の指定等
- 保険医療機関
- 救急告示医療機関
- 労災保険指定医療機関
- 指定自立支援医療機関（更生医療・精神通院医療）
- 身体障害者福祉法指定医の配置されている医療機関
- 生活保護法指定医療機関
- 結核指定医療機関
- 原子爆弾被害者一般疾病医療取扱医療機関
- 第二種感染症指定医療機関
- 地域医療支援病院
- 災害拠点病院

## 交通アクセス
- 最寄りのバス停は宮交バス・小林市コミュニティバス市立病院前である。